# Sophie Verbeeck
Pour les articles homonymes, voir Verbeeck.
Sophie Verbeeck est une actrice et chanteuse franco-belge.

## Biographie
Originaire de Charleroi, Sophie Verbeeck est née en 1988. 
Elle s'installe en France pour y suivre des cours d'art dramatique. Après une formation théâtrale à l'École régionale d'acteurs de Cannes (ERAC), elle fait ses débuts sur les planches.
C'est par le biais de la cinéphilie qu'elle approche les milieux du cinéma. La découverte des films du réalisateur lituanien Šarūnas Bartas la pousse à écrire à l'actrice récurrente de ce dernier, Katerina Golubeva. Elle rencontre la comédienne, se lie d'amitié avec elle, et lui donne ensuite la réplique dans le film Marussia.
Tout en continuant de jouer au théâtre, elle apparaît dans divers courts-métrages et fait des apparitions dans des longs-métrages. En 2015, elle tient son premier grand rôle au cinéma dans À trois on y va, réalisé par Jérôme Bonnell.
En 2023, elle incarne la révolutionnaire française Théroigne de Méricourt dans la septième saison de la série télévisée La Guerre des trônes, la véritable histoire de l'Europe.
Elle est aussi l'autrice et la chanteuse du duo Hum Hum formé avec Bernard Tanguy alias BT93.

## Filmographie

### Cinéma

#### Longs métrages
- 2013 : Marussia, de Eva Pervolovici
- 2013 : Océane, de Philippe Appietto et Nathalie Sauvegrain : Marie
- 2015 : À trois on y va, de Jérôme Bonnell : Charlotte
- 2016 : Parenthèse de Bernard Tanguy : Vanessa
- 2016 : Iris de Jalil Lespert : Nina Lopez
- 2017 : Mes provinciales de Jean-Paul Civeyrac : Annabelle
- 2018 : Le Collier rouge de Jean Becker : Valentine
- 2020 : Le Lion de Ludovic Colbeau-Justin : Aki
- 2020 : Villa Caprice de Bernard Stora : Maître Poupard
- 2022 : I Love America de Lisa Azuelos : la mère de Lisa
- 2022 : Vacances de Béatrice de Staël et Léo Wolfenstein : Sophie

#### Courts métrages
- 2012 : Solitudes, de Liova Jedlicki
- 2013 : Parenthèse, de Bernard Tanguy
- 2014 : Romantic Delusions of the Bird, de Jurga Zabukaite

### Télévision
- 2014 : Rosemary's Baby (série télévisée ; saison 1, 1 épisode)
- 2014 : Détectives (série télévisée ; saison 2, 1 épisode)
- 2015 : Capitaine Marleau (série télévisée ; saison 1, épisode 2 " Le domaine des Sœurs Meyer" )
- 2018 : Piégés de Ludovic Colbeau-Justin
- 2019 : Capitaine Marleau, épisode Le Grand huit de Josée Dayan
- 2023 : La Guerre des trônes, la véritable histoire de l'Europe (Saison 7) : Théroigne de Méricourt
- 2024 : 13h15 le dimanche (magazine d’information) : Camille Claudel - Artiste Maudite

## Théâtre
- 2018 à 2022 : Points de Non-Retour d'Alexandra Badea - Rôle de Nora

## Distinctions

### Récompense
- 2015 : Prix Premier rendez-vous au festival du film de Cabourg pour À trois on y va

### Nomination
- 21e cérémonie des prix Lumières 2016 : nomination pour le Prix Lumières du meilleur espoir féminin pour À trois on y va